# Moskovski metro
Moskovski metro (ruski: Московский метрополитен имени В.И. Ленина - Moskovski metro imena V.I. Lenjina) je podzemna željeznica s najvećim brojem prevezenih putnika na svijetu. Poznat je po iznimno ukrašenim stanicama napravljenim u bogatom socrealističkom stilu.
Moskovski metro ukupno ima 460,5 km pruge, 14 linija i 263 stanice. Prosječnim radnim danom u metrou se preveze između 8 i 9 milijuna putnika (podatak iz 2014.). Linije imaju tri razlikovne odlike: boju, broj i ime. Glasovne obavijesti u vlakovima linije navode po imenu, dok se u uobičajenom govoru nazivaju po boji (osim pojedinih linija koje se razlikuju samo po nijansi boje). Većina linija prolazi kroz središte grada osim Koljcevaje (Kružne) linije koja ima oblik prstena duljine 20 km koji povezuje sve ostale linije. Na Kružnoj liniji putnici mogu razaznati pravac prema glasu spikera - muški u pravcu kazaljke na satu, a ženski obrnuto. Na ostalim linijama muški glas najavljuje stanice u smjeru prema centru, a ženski stanice u smjeru od centra. Sustav je gotovo u potpunosti pod zemljom, iako pojedine linije (1, 2, 4) prelaze rijeku preko mostova. Izuzetak je Filjovskaja 4 koja ima 7 nadzemnih stanica.
Moskovski metro radi od 5:35 ujutro do 1:04 noću (vrijeme varira od stanice do stanice). Za vrijeme gužve, vlakovi idu u razmacima od otprilike 90 sekundi na većini linija. Tijekom dana intervali su 2-3,5 minute, a noću 6-10 minuta. Zbog tako čestog prometovanja, ne postoji službeni vozni red.
Karte imaju određen broj korištenja, a jednom poništene vrijede sve do izlaska iz metro stanice, nezavisno o vremenu i dužini putovanja, kao ni o broju presjedanja. Također, mogu se nabaviti mjesečne i godišnje karte.

## Povijest
Prva linija otvorena je 15. svibnja 1935. prema planovima Lazara Kaganoviča, između Sokoljnika i Parka Kulture s granom prema Smoljenskoj koja je dostigla Kijevsku u travnju 1937. prelazeći rijeku Moskvu preko mosta. Konstrukcija prvih stanica bila je zasnovana na drugim podzemnim sustavima, s rijetkim konstruktivnim inovacijama. Kijevskaja stanica je bila prva koja je imala nacionalne motive.
Dodatne dvije linije izgrađene su do početka Drugog svetskog rata. U ožujku 1938. Arbatska linija je produžena do Kurske stanice (danas je to Arbatsko-Pakrovskaja - tamno plava linija). U rujnu 1938. Gorkovsko-Zamoskvoreckaja linija je otvorena između Sokola i Teatraljnaje. Dizajn stanica je pratio popularni art-deco stil, ali kroz socijalističke vizije. Također, došlo je do tehničkih unapređenja – počelo se s gradnjom na dubokim razinama. Stanica Majakovskaja je izgrađena u ovo vrijeme.
Četvrta faza izgradnje odložena je zbog početka Drugog svjetskog rata. Dvije dionice su postale operativne - Teatraljnaja-Avtozavodskaja (3 stanice) i Kurskaja-Izmajlovskij Park (4 stanice). Ipak, izgrađena je linija koja je prelazila rijeku Moskvu, ovaj put tunelom, a socijalističke motive na stanicama zamijenili su ratni motivi.
Nakon rata počinje izgradnja četvrte faze koja je uključivala Kružnu liniju i duboku dionicu Arbatsko-Parkovskaje linije od Trga Revolucije do Kijevskaje, i površinsku dionicu do Prvomajskaje rane 1950. Vrhunac dizajna i dekoracije su evidentni na ovim stanicama.
Kružna linija je prvo planirana ispod Baštenskog Prstena (Sadovoje Koljco), kružnog bulevara koji se nalazi na granici Moskve 16. stoljeća. Prvi dio linije između Parka Kulture i Kurskaje (1950.) nalazi se ispod ovog bulevara. Kasniji planovi su izmijenjeni tako da sjeverni dijelovi linije idu na oko 1-1,5 km od prstena, čime je obuhvaćeno 7 od 9 željezničkih terminala. Sljedeći dio Kružne linije otvoren je 1952. godine (Kurskaja - Belorusskaja). Kružna linija je završena 1954. godine.
Prema urbanoj legendi ideja o kružnoj liniji došla je prilikom predstavljanja ideje o metrou Staljinu. Nakon što su ga projektanti upitali je li zadovoljan planom on je na sredinu zemljovida stavio šalicu kave i otišao. Na tom mjestu ostala je mrlja u obliku šalice. Oni su u tom trenutku to shvatili kao znak genija i prionuli na izgradnju kružne linije. Ova se priča, naravno može pripisati Staljinovom kultu ličnosti, no ipak kružna linija je na svim kartama metroa obojena smeđom bojom.
Razlog za izgradnju duboke dionice Arbatskaje linije bio je početak hladnog rata. Stanice su vrlo duboke i planirane su kao sklonište u slučaju atomskog napada. Nakon završetka izgradnje 1953. stare linije su bile zatvorene, a potom 1958. ponovo otvorene kao dio nove linije - Filjovskaje. U daljnjem razvoju metroa izraz "faza" više nije korišten iako se razdoblje izgradnje između 1957. i 1958. ponekad naziva petom fazom.
Tijekom kasnih pedesetih, arhitektonska ekstravagancija novih stanica metroa značajno opada i ukrasi na nekim stanicama (Aleksevskaja) primjetno su pojednostavljene u odnosu na izvorne planove. To je rađeno po naređenjima Nikite Hruščova, koji je favorizirao svedene ukrasne motive. Razvijen je tipski plan, koji je ubrzo postao poznat pod nazivom „Sorokonožka“. Primijenjen je na sve nove stanice, tako da izgledaju gotovo identično - razlikuju se jedino po boji mramora i keramičkih pločica. Tek sredinom sedamdesetih godina prošlog stoljeća ekstravaganca se vratila i izvornost je ponovo postala popularna.
Do 1955. godine moskovski je metro nosio ime Lazara Kaganoviča, jednog od Staljinovih bliskih suradnika i ključnoj osobi za izvođenje radova. Kasnije je preimenovana u V. I. Lenjinove Moskovske željeznice.

## Zanimljivosti
Moskovski metro ima široku prugu, 1524 mm, kao i obične pruge ruske željeznice. Prosječna udaljenost između stanica je čak 1,8 km. Najkraća je 585 m između stanice Aleksandrovskij Sad i stanice Arbatskaja, a najdulja je 3,5 km. Velika udaljenost stanica rezultirala je visokom prosječnom brzinom od 42 km/h.
Od 70-ih godina prošlog stoljeća, platforme su građene u duljini od 155 m za osmokolne vlakove. Vlakovi na linijama 2, 6 i 7 sastoje se od 8, na linijama 1, 3, 8, 9, 10 od 7, a na linijama 4, 5 i 11 od 6 vagona. Svi vagoni (od najstarijih iz E serije do novih iz serije 81) dugački su 20 metara s četvora vrata na svakoj strani. Ovi vlakovi jednaki su onima koji se koriste i u ostalim podzemnim željeznicama bivšeg SSSR-a i u Budimpešti i Pragu.
Moskovski metro trenutno ima 171 stanicu, od kojih je 70 na dubokoj razini, a 87 su pliće. Od dubokih, 53 imaju pilone, 16 stubove, a jedna je nadsvođena jedinstvenim lukom (lenjingradska tehnologija). Od plićih stanica, 65 ih je s pilonima (veći dio njih neslavni dizajn „sorokonožka“), 19 s jednim lukom (krakovska tehnologija). Postoji još 10 površinskih stanica i 4 iznad zemlje. Stanica Vorobjovy gory nalazi se na mostu. Postoje još 3 metro-mosta.

## Moskovski metro u masovnoj kulturi

### Književnost
Događajima iz moskovskog metroa posvećeno je mnogo knjiga. Na primjer, u postapokaliptičnim romanima Dmitrija Gluhovskog "Metro 2033" i "Metro 2034" opisuje se život ljudi u moskovskom metrou nakon nuklearnog rata.
Osim romana Gluhovskog, postapokaliptični moskovski metro opisan je i u romanima:
- Tjomnyje tunneli, V interesah revoljucii i Nepogrebjonnyje Sergeja Antonova,
- Vyhod siloj Andreja Jerpileva,
- Mramorni raj Sergeja Kuznjecova,
- Strannik Surena Cormundjana,
- Stancija-prizrak, Carstvo krys Anne Kalinkine,
- Iznanka mira Timofeja Kalašnjikova,
- Sanitary, Posledneje ubežišče Sergeja Zajceva,
- ProMetro Olega Ovčinnikova.

Dmitrij Safonov u knjizi "Metro" opisuje izmišljenu tragediju koja se dogodila između postaja Tušinskaja i Ščukinskaja. U djelu se također spominju stvarni ljudi, među ostalima načelnik Moskovskog metropolitena Dmitrij Gajev (u knjizi Igor Majev).

### Glazba
Moskovskom su metropolitenu posvećene mnoge pjesme. Među njima je "Pesnja starogo izvozčika" (L. Utjosov), "Ploščad Nogina" (grupa Kovčeg), "42 minuty" (V. Sjutkin, spot za pjesmu je snimljen u moskovskom metrou), "Stancija Taganskaja" (grupa Ljube), "Zvjozdy ne jezdjat v metro" (rock grupa Mašina vremeni), album "Mesto, gde svet" iz 2001.), "Slučaj v metro" (rock grupa Centr), "Metro" (grupa Visokosnyj god), "Sljozy podzemki" (o bombaškim napadima 2010.) i "Varšavskoje depo" (grupa Kantemir), "Stoljko žiznji" (glazbeni projekt "Assai") i drugi, a također postoji instrumentalna kompozicija  "Gimn moskovskomu metropolitenu" s albuma Borisa Grebenščikova i kvarteta Anne Karenjine "Zaduševnyje pesnji" iz 1994.
Nikolaj Voronov pjeva o postaji "Barrikadnaja" (postaja linije Tagansko-Krasnopresnjenskaja). Reper Noize MC je napravio dvije pjesme: "Kantemirovskaja" (postaja linije Zamoskvoreckaja) i "V metro", reper Slim "Imeni Lenjina", Guf "Metropolitan Mail", a punk rockeri Tarakany! - "Tragedija na Aviomotornoj" (Aviomotornaja je postaja linije Kaljininskaja).

### Filmovi
- Metro - ruski film iz 2013. snimljen prema istoimenom romanu Dmitrija Safonova (govori o putnicima zarobljenim u metrou nakon što voda rijeke Moskve probije svod tunela i poplavi metro).
- Na postajama metroa odvija se radnja filmova Ždralovi lete, Ja šagaju po Moskve (radnja završne scene filma odvija se na postaji Universitet, postaji linije Sokoljničeskaja), Zastava Iljiča, Sem' njanjek, Vljubljon po sobstvennomu želaniju, Moskva suzama ne vjeruje, i dr.[4]

### Videoigre
U Moskovskom metropolitenu odvijaju se radnje nekih računalnih igara.
- Videoigra "Metro 2033" napravljena je u žanru FPS-a. Njezin siže zasniva se na istoimenom romanu Dmitrija Gluhovskog.
- Radnja igre "Metro-2" i njezina nastavka "Metro-2: Smert' voždja" odvija se u moskovskom metrou, ali 1952. – 1953.[5]
- Neke od linija moskovskog metroa (Sokoljničeskaja, Zamoskvoreckaja, Arbatsko-Pokrovskaja, Tagansko-Krasnopresnjenskaja, Kalininskaja, Ljublinsko-Dmitrovskaja i Koljcevaja) pojavljuju se kao dopuna za igru "Trainz Railroad Simulator". Maršrute u potpunosti odgovaraju stvarnim dijelovima kolosijeka i postaja.

## Linije
| br.     | ime                                                             | otvorena | duljina  | stanice |
| ------- | --------------------------------------------------------------- | -------- | -------- | ------- |
|         | Sokoljničeskaja (ruski Соко́льническая)                          | 1935.    | 41,5 km  | 26      |
|         | Zamoskvoreckaja (ruski Замоскворе́цкая)                          | 1938.    | 42,9 km  | 24      |
|         | Arbatsko-Pokrovskaja (ruski Арба́тско-Покро́вская)                | 1938.    | 45,0 km  | 22      |
|         | Filjovskaja (ruski Филёвская)                                   | 1958.    | 14,9 km  | 13      |
|         | Koljcevaja (ruski Кольцева́я)                                    | 1950.    | 19,2 km  | 12      |
|         | Kalužsko-Rižskaja (ruski Калу́жско-Ри́жская)                      | 1958.    | 37,9 km  | 24      |
|         | Tagansko-Krasnopresnjenskaja (ruski Тага́нско-Краснопре́сненская) | 1966.    | 42,3 km  | 23      |
|         | Kalininskaja (ruski Кали́нинская)                                | 1979.    | 16,3 km  | 8       |
|         | Solncevskaja (ruski Со́лнцевская)                                | 2014.    | 28,4 km  | 14      |
|         | Serpuhovsko-Timirjazevskaja (ruski Серпухо́вско-Тимиря́зевская)   | 1983.    | 41,5 km  | 25      |
|         | Ljublinsko-Dmitrovskaja (ruski Любли́нско-Дми́тровская)           | 1995.    | 43,9 km  | 26      |
|         | Boljšaja Koljcevaja (ruski Больша́я Кольцева́я)                   | 2021.    | 62,6 km  | 31      |
|         | Butovskaja (ruski Бу́товская)                                    | 2003.    | 10,0 km  | 7       |
| 13      | Monorail                                                        | 2004.    | 4,7      | 6       |
|         | Njekrasovskaja (ruski Некра́совская)                             | 2019.    | 14,0 km  | 8       |
| Ukupno: | Ukupno:                                                         | Ukupno:  | 465,2 km | 269     |

Planira se proširivanje sustava dodatnim linijama lakog metroa poput Butovskaje linije. Sljedeća linija koja će biti otvorena je Solncevskaja.
Linija 13 (Monorail) je jednotračna nadzemna pruga.

## Nedavni događaji
U vlaku na drugoj liniji metroa 6. veljače 2004. eksplodirala je bomba pritom ubivši 42 i ranivši 250 ljudi. Odmah su okrivljeni čečenski separatisti. Istraga je dovela do stanovnika Karačaj-Čerkesian oblasti, radikalnog separatista koji je izvršio samoubojstvo.

## Vanjske poveznice
- Mosmetro.ru  Arhivirana inačica izvorne stranice od 3. listopada 2020. (Wayback Machine) (službena stranica)
- Moskovski metro na Facebooku
- Moskovski metro na Twitteru
- Projekt studija Artemija Lebedeva: "Metrogiprotrans. 70 godina - jedna ljubav, jedan projekt
- UrbanRail.net  Arhivirana inačica izvorne stranice od 30. siječnja 2009. (Wayback Machine) (na engleskom)